# М'ясокомбіната
М'ясокомбіна́та (рос. Мясокомбината) — селище у складі Тотемського району Вологодської області, Росія. Входить до складу П'ятовського сільського поселення.

## Населення
Населення — 152 особи (2010; 200 у 2002).
Національний склад (станом на 2002 рік):
- росіяни — 91 %